# Projektivna geometrija
Projektivna geometrija je posplošena geometrija, ki poleg običajnih točk kot povsem enakovredne obravnava še točke v neskončnosti.
Prve zamisli na tem področju je razvil Gérard Desargues, njegovo delo pa je pozneje nadaljeval zlasti Jean-Victor Poncelet.

## Osnove projektivne geometrije
Glavna zamisel projektivne geometrije je načelo, ki so ga slikarji že zdavnaj spoznali pri upodabljanju perspektive: dve vzporedni premici se sekata v neskončnosti.
Po tem načelu dobimo projektivno geometrijo iz afine geometrije tako, da vsakemu snopu vzporednih premic priredimo točko v neskončnosti - ta točka je potem edino presečišče tega snopa vzporednic. Dodajanje točk v neskončnosti se izkaže za koristno zaradi lažjega opisovnja geometrijskih značilnosti: če moramo pri afini (in tudi pri evklidski) geometriji posebej opisati, kaj velja za vzporedni premici, in posebej, kaj velja za premici, ki se sekata, lahko v projektivni gometriji oboje združimo v isti opis.
Premico, ki smo ji dodali (eno) točko v neskončnosti, imenujemo projektivna premica.
Ravnino, ki smo ji dodali za celo premico točk v neskončnosti (v vsaki smeri po eno točko), imenujemo projektivna ravnina.
(Trirazsežni) prostor, ki smo mu dodali za celo ravnino točk v neskončnosti, imenujemo (trirazsežni) projektivni prostor.
Postopek lahko seveda posplošimo tudi na n-razsežni prostor.

## Homogene koordinate
Točke v n-razsežnem projektivnem prostoru opisujemo s homogenimi koordinatami, ki imajo dve značilnosti:
- Koordinat je n+1 (tj. ena več kot je razsežnost prostora).
- Če vse koordinate pomnožimo z istim neničelnim številom, dobljene koordinate predstavljajo isto točko kot prvotne.

To si najlažje predstavljamo v projektivni ravnini:
- Poljubni končni točki, ki ima kartezični koordinati (x,y), priredimo homogene koordinate (x,y,1) oziroma (ax,ay,a) za poljuben neničeln a.
- Neskončni točki, v kateri se stikajo vse vzporednice s smernim koeficientom k, priredimo homogene koordinate (1,k,0).
- Neskončni točki, v kateri se stikajo vse vzporednice z ordinatno osjo, priiredimo homogene koordinate (0,1,0).

Poljubno točko projektivne ravnine si lahko zdaj predstavljamo kot trojico koordinat oziroma tudi kot trirazsežni vektor, ki je določen le do množenja z neničelnim številom a natančno.

## Projektivne preslikave
Temelj projektivne geometrije predstavljajo projektivne preslikave ali projektivnosti (tudi: kolineacije). To so bijektivne preslikave, ki ohranjajo kolinearnost v projektivnem smislu (torej: vključno z neskončnimi točkami). Pojmi, ki jih projektivne preslikave ohranjajo, so invariante projektivne geometrije. Pomembna invarianta je dvorazmerje točk A, B, C in D.
Če točke n-razsežžnega projektivnega prostora s pomočjo homogenih koordinat zapišemo z vektorji razsežnosti n+1, lahko projektivno transformacijo zapišemo kot obrnljivo matriko razsežnosti (n+1)×(n+1).

## Merjenje v projektivni geometriji
Projektivna geometrija sama po sebi ne govori o merjenju razdalj in kotov. Možno pa je vpeljati različne funkcije, ki v projektivni geometriji igrajo vlogo metrike.
Eden od najuspešnejših pristopov na tem področju je projektivna metrika definirana na podlagi dvorazmerja. Ta funkcija ni metrika v smislu aksiomov metrike, vendar pa ima nekatere značilnosti razdalje. Pri primerni izbiri določenih parametrov, lahko s pomočjo te metrike vpeljemo v projektivno geometrijo različne geometije, ki jih imenujemo Cayley-Kleinove geometrije.
Cayley-Kleinove geometrije se delijo na devet osnovnih tipov. Najbolj znane tri med njimi so: evklidska geometrija, hiperbolična geometrija in eliptična geometrija.

## Načelo dualnosti
Leta 1825 je Joseph Diaz Gergonne opazil, da v ravninski projektivni geometriji velja načelo dualnosti: vsaka značilnost, ki velja za premice, velja tudi za točke in obratno. Na splošno lahko v vsakem izreku ravninske projektivne geometrije zamenjamo besedi »točke« in »premice« med sabo, pa bo izrek še vedno veljal.
Zgled:
- Dve točki enolično določata premico (tj. tisto, ki poteka skozi obe točki).
- Dve premici enolično določata točko (tj. presečišče).